# Synod żyliński
Synod żyliński (słow. Žilinská synoda) – trwający w dniach 28 - 30 marca 1610 roku w Żylinie zjazd dostojników kościoła reformowanego z terenu ówczesnych Górnych Węgier, na którym zdecydowano o odłączeniu się od Kościoła katolickiego. Na synodzie tym ustalono powołanie samodzielnej organizacji Kościoła Ewangelickiego Wyznania Augsburskiego, jego struktury oraz zasady jego funkcjonowania. Powołani zostali również pierwsi superintendenci nowego Kościoła: Eliáš Láni, Samuel Melík i Izák Abrahamides. Głównym motorem organizacji synodu był palatyn Jerzy VII Thurzo.